# KOREA BJ KING
2015 KOREA BJ KING은 2015년 헝그리앱TV에서 방송된 BJ 서바이벌 오디션 프로그램이다. 30명이 본선에 진출하게 된다. 우승자에겐 상금 100만원 수여 및 헝그리앱 예능 방송 데뷔, 스타 BJ들과의 콜라보 방송 등 다양한 특전이 준비되어 있다. 